# Маєрато
Маєрато (італ. Maierato, сиц. Majeratu) — муніципалітет в Італії, у регіоні Калабрія,  провінція Вібо-Валентія.
Маєрато розташоване на відстані близько 480 км на південний схід від Рима, 45 км на південний захід від Катандзаро, 11 км на схід від Вібо-Валентії.
Населення — 2196 осіб (2014).
Щорічний фестиваль відбувається 6 грудня. Покровитель — святий Миколай.

## Демографія
Населення за роками:

Станом на 1 січня 2023 року в муніципалітеті офіційно проживало 169 іноземців з 12 країн, серед них 83 громадяни країн Євросоюзу та 8 громадян України.

## Сусідні муніципалітети
- Капістрано
- Філогазо
- Франкавілла-Анджитола
- Монтероссо-Калабро
- Піццо
- Полія
- Сант'Онофріо